# Municipio de Yahualica (Hidalgo)
El municipio de Yahualica es uno de los ochenta y cuatro municipios que conforman el estado de Hidalgo en México. La cabecera municipal es la localidad de Yahualica y la localidad más poblada es Santa Teresa.
El municipio se localiza al norte del territorio hidalguense entre los paralelos 20°50′ y 21°0′ de latitud norte; los meridianos 98°17′ y 98°27′ de longitud oeste; con una altitud de entre 200 y 900 m s. n. m. Este municipio cuenta con una superficie de 154.41 km², y representa el 0.74 % de la superficie del estado; dentro de la región geográfica denominada como Huasteca hidalguense, y una pequeña sección a la Sierra Alta.
Colinda al norte con el municipio de Atlapexco; al este con los municipios de Atlapexco y Xochiatipan; al sur con el municipio de Xochiatipan, el estado de Veracruz de Ignacio de la Llave y con el municipio de Tianguistengo; al oeste con los municipios de Tianguistengo, Calnali y Huazalingo.

## Toponimia
La palabra Yahualica proviene del náhuatl Ayahutl ‘niebla’ y calli ‘casa’; por lo que su significado es «Casa de niebla».

## Geografía

### Relieve e hidrográfica
En cuanto a fisiografía se encuentra dentro de las provincias de la Sierra Madre Oriental; dentro de la subprovincia del Carso Huasteco. Su territorio es completamente sierra.
En cuanto a su geología corresponde al periodo paleógeno (82.88%), cuaternario (12.0%) y neógeno (4.0%). Con rocas tipo sedimentaria: lutita-arenisca (82.88%); ígnea extrusiva: basalto (4.0%); suelo: aluvial (12.0%). En cuanto a cuanto a edafología el suelo dominante es luvisol (50.88%), phaeozem (26.0%), regosol (20.0%), y cambisol (2.0%).
En lo que respecta a la hidrología se encuentra posicionado en la región hidrológica del Pánuco (3.0%); en las cuencas del río Moctezuma; dentro de las subcuenca del río los Hules (65.0%) y río Calabozo (35.0%).

### Clima
El municipio presenta un clima, Semicálido húmedo con lluvias todo el año. Registra una temperatura media Anual de 20 °C y una precipitación pluvial de 1 mil 900 milímetros por año y todo el año se presentan lluvias.

### Ecología
En flora tiene una vegetación formada por selva mediana. En cuanto a fauna se cuenta con ardilla, conejo y venado, sí como algunos reptiles como la víbora de cascabel.

## Demografía

### Población
De acuerdo a los resultados que presentó el Censo Población y Vivienda 2020 del INEGI, el municipio cuenta con un total de 24 674 habitantes, siendo 12 060 hombres y 12 614 mujeres. Tiene una densidad de 159.9 hab/km², la mitad de la población tiene 27 años o menos, existen 95 hombres por cada 100 mujeres.
El porcentaje de población que habla lengua indígena es de 79.43 %, en el municipio se hablan principalmente Náhuatl de la Huasteca hidalguense. El porcentaje de población que se considera afromexicana o afrodescendiente es de 0.26 %.
Tiene una Tasa de alfabetización de 97.3 % en la población de 15 a 24 años, de 67.8 % en la población de 25 años y más. El porcentaje de población según nivel de escolaridad, es de 22.3 % sin escolaridad, el 57.1 % con educación básica, el 16.3 % con educación media superior, el 4.3 % con educación superior, y 0.1 % no especificado.
El porcentaje de población afiliada a servicios de salud es de 88.5 %. El 5.4 % se encuentra afiliada al IMSS, el 90.7 % al INSABI, el 3.6 % al ISSSTE, 0.4 % IMSS Bienestar, 0.6 % a las dependencias de salud de PEMEX, Defensa o Marina, 0.1 % a una institución privada, y el 0.8 % a otra institución. El porcentaje de población con alguna discapacidad es de 5.7 %. El porcentaje de población según situación conyugal, el 36.3 % se encuentra casada, el 30.9 % soltera, el 23.5 % en unión libre, el 2.7 % separada, el 0.2 % divorciada, el 6.4 % viuda.
Para 2020, el total de viviendas particulares habitadas es de 6277 viviendas, representa el 0.7 % del total estatal. Con un promedio de ocupantes por vivienda 3.9 personas. Predominan las viviendas con tabique y block. En el municipio para el año 2020, el servicio de energía eléctrica abarca una cobertura del 98.2 %; el servicio de agua entubada un 19.8 %; el servicio de drenaje cubre un 65.4 %; y el servicio sanitario un 97.3 %.

### Localidades
Para el año 2020, de acuerdo al Catálogo de Localidades, el municipio cuenta con 35 localidades.
| Código INEGI | Localidad        | Población (2020) | Porcentaje (%) | Ámbito Población | Categoría Población |
| ------------ | ---------------- | ---------------- | -------------- | ---------------- | ------------------- |
| 130800017    | Santa Teresa     | 4941             | 20.03          | Urbana           | Comunidad           |
| 130800023    | Tlalchiyahualica | 2235             | 9.06           | Rural            | Comunidad           |
| 130800011    | Mecatlán         | 2080             | 8.43           | Rural            | Comunidad           |
| 130800027    | Zoquitipán       | 1447             | 5.86           | Rural            | Comunidad           |
| 130800001    | Yahualica        | 1389             | 5.63           | Urbana           | Cabecera municipal  |
| 130800021    | Tepetitla        | 1245             | 5.05           | Rural            | Comunidad           |
| 130800025    | Xoxolpa          | 1198             | 4.86           | Rural            | Comunidad           |
| 130800014    | Oxeloco          | 1112             | 4.51           | Rural            | Comunidad           |
| 130800016    | Pepeyocatitla    | 1082             | 4.39           | Rural            | Comunidad           |
| 130800019    | Tenamaxtepec     | 856              | 3.47           | Rural            | Comunidad           |
| 130800005    | Atlalco          | 679              | 2.75           | Rural            | Comunidad           |
| 130800003    | El Arenal        | 596              | 2.42           | Rural            | Comunidad           |
| 130800007    | Chiatitla        | 544              | 2.20           | Rural            | Comunidad           |
| 130800002    | Aguacatitla      | 520              | 2.11           | Rural            | Comunidad           |
| 130800022    | Tetla            | 457              | 1.85           | Rural            | Ranchería           |
| 130800029    | Crisolco         | 434              | 1.76           | Rural            | Ranchería           |
| 130800018    | Tamalcuatitla    | 396              | 1.60           | Rural            | Ranchería           |
| 130800020    | Tepehixpa        | 392              | 1.59           | Rural            | Ranchería           |
| 130800012    | Mesa Larga       | 389              | 1.58           | Rural            | Ranchería           |
| 130800026    | Zacayahual       | 304              | 1.23           | Rural            | Ranchería           |
| 130800006    | Chompeletla      | 286              | 1.16           | Rural            | Ranchería           |
| 130800004    | Atlajco          | 284              | 1.15           | Rural            | Ranchería           |
| 130800010    | Mangocuatitla    | 272              | 1.10           | Rural            | Ranchería           |
| 130800028    | Acalamatitla     | 255              | 1.03           | Rural            | Ranchería           |
| 130800013    | Los Naranjos     | 243              | 0.98           | Rural            | Ranchería           |
| 130800024    | Xóchitl          | 213              | 0.86           | Rural            | Ranchería           |
| 130800030    | Huexoapa         | 173              | 0.70           | Rural            | Ranchería           |
| 130800034    | Tecacalax        | 130              | 0.53           | Rural            | Ranchería           |
| 130800031    | El Paraje        | 128              | 0.52           | Rural            | Ranchería           |
| 130800015    | Olma             | 123              | 0.50           | Rural            | Ranchería           |
| 130800008    | Hueyactétl       | 116              | 0.47           | Rural            | Ranchería           |
| 130800009    | Huitznopala      | 95               | 0.39           | Rural            | Ranchería           |
| 130800041    | Zapotitla        | 49               | 0.20           | Rural            | Ranchería           |
| 130800039    | Tenexapa         | 8                | 0.03           | Rural            | Ranchería           |
| 130800038    | Xocotitla        | 3                | 0.01           | Rural            | Ranchería           |

## Política
Se erigió como municipio el 6 de agosto de 1824. El Honorable Ayuntamiento está compuesto por: un presidente municipal, un síndico, 7 regidores, 32 delegados municipales y 18 comisariados ejidales. De acuerdo al Instituto Nacional electoral (INE) el municipio está integrado por 15 secciones electorales, de la 1585 a la 1599. Para la elección de diputados federales a la Cámara de Diputados de México y diputados locales al Congreso de Hidalgo, se encuentra integrado al distrito electoral federal 1 de Hidalgo, y al distrito electoral local 3 de Hidalgo. A nivel estatal administrativo pertenece a la Macrorregión IV y a la Microrregión XII, además de a la Región Operativa VIII Tlanchinol.

### Cronología de presidentes municipales
| Periodo                  | Nombre                      | Afiliación política        |
| ------------------------ | --------------------------- | -------------------------- |
| 1967-1970                | Joel Rodríguez C            | -                          |
| 1970-1972                | Juan Torres Polito          | -                          |
| 1973-1975                | Erasmo Rodríguez Campos     | -                          |
| 1976-1979                | Jesús Borja Lara            | -                          |
| 1979-1982                | Juan Lara Sánchez           | -                          |
| 1982-1985                | Heriberto Téllez Ortiz      | -                          |
| 1985-1988                | Alfonso Álvarez Lara        | -                          |
| 1988-1991                | Carlos Rodríguez Moreno     | -                          |
| 1991-1994                | Tomás Zavala Aquino         | -                          |
| 16/01/1994 al 15/01/1997 | Francisco Bautista Lara     | PRI                        |
| 16/01/1997 al 15/01/2000 | Hipólito Hernández Castillo | PRI                        |
| 16/01/2000 al 15/01/2003 | Reyes Martínez Hernández    | PT                         |
| 16/01/2003 al 15/01/2006 | Juan Ramírez Hernández      | PRI                        |
| 16/01/2006 al 15/01/2009 | Mario Cortes Bautista       | PAN                        |
| 16/01/2009 al 15/01/2012 | César Herrera Lara          | Mas x Hidalgo              |
| 16/01/2012 al 04/09/2016 | Perfecto Hernández Bautista | PRD                        |
| 05/09/2016 al 04/09/2020 | Eustorgio Hernández Morales | PES                        |
| 05/09/2020 al 14/12/2020 | Marcelo Torres Telles       | Concejo municipal Interino |
| 15/12/2020 al 23/11/2022 | Elías San Juan Sánchez      | PRI                        |
| 25/11/2022 al 14/12/2022 | Yocundo Pérez Herrera       | Alcalde Interino           |
| 15/12/2022 al 04/09/2024 | Senón Navarro Morales       | PRI                        |
| 05/09/2024 al 04/09/2027 | Francisca Lara Velázquez    | Morena                     |

## Economía
En 2015 el municipio presenta un IDH de 0.604 Medio, por lo que ocupa el lugar 81.º a nivel estatal; y en 2005 presentó un PIB de $327,784,118.00 pesos mexicanos, y un PIB per cápita de $14,740.00 (precios corrientes de 2005).
De acuerdo con el Consejo Nacional de Evaluación de la Política de Desarrollo Social (Coneval), el municipio registra un Índice de Marginación Muy Alto. El 42.7% de la población se encuentra en pobreza moderada y 48.1% se encuentra en pobreza extrema. En 2015, el municipio ocupó el lugar 58 de 84 municipios en la escala estatal de rezago social.
A datos de 2015, en materia de agricultura se cultivan el maíz, frijol, café cereza, naranja, caña de azúcar y limón. En ganadería se cría ganado bovino de leche y carne teniendo 993 cabezas, 196 de ganado ovino, 1763 porcino y 10 caprino, 31 027 aves de postura y engorda, así como pavos, teniendo también producción de miel y cera de abeja contando con 145 colmenas.
Para 2015 se cuenta con 335 unidades económicas, que generaban empleos para 807 personas. En lo que respecta al comercio, se cuenta con diez tianguis, veintitrés tiendas Diconsa y cinco lecheras Liconsa. De acuerdo con cifras al año 2015 presentadas en los censos económicos del INEGI, la Población Económicamente Activa (PEA) del municipio asciende a 5658 personas de las cuales 5631 se encuentran ocupadas y 27 se encuentran desocupadas. El 63.33%, pertenece al sector primario, el 16.53% pertenece al sector secundario, el 17.28% pertenece al sector terciario y el 2.86% no especificaron.